# Нижний Гумбет
Нижний Гумбет — село в Октябрьском районе Оренбургской области. Административный центр сельского поселения Нижнегумбетовский сельсовет. 

## География
Находится на реке Гумбетка, притока реки Большой Юшатырь. Расположено в 15 км к северо-северо-западу от райцентра — села Октябрьское  и в 90 км к северо-востоку от города Оренбург. 

## История
Село появилось на территории Оренбургской губернии в 1844 г. Название "Гумбет" скорее всего образовано от тюркского "гюнбет" - лицом к солнцу, солнечный склон, солнечная сторона. Село тянется 7 км с севера на юг и 3 км с запада на восток. Во второй половине 18 вначале 19 века крестьяне от тяжелой жизни бежали за Волгу, на Урал, в Сибирь. Отсюда начинается заселение Исаево - Дедовской волости (сейчас это с. Октябрьское) Каширинского уезда Оренбургской губернии. В нескольких верстах от Исаево - Дедово расположился Нижний Гумбет. Местность была покрыта лугами, болотами, озерами( самое большое озеро Кармальское). В селе не было воды до 1925 года. Воду добывали в родниках ( на тот момент было 3 родника) Башкир оттеснили за реку Куюргазу ( черная река). Башкиры часто набегали и загрязняли реку. Первым жильем были небольшие землянки. В 1958 году была построена первая деревянная церковь на средства населения. Эта церковь была названа в честь святых Кузьмы и Демьяна.